# Mladinski opus Branke Jurca
Branka Jurca, slovenska pedagoginja in pisateljica, nosilka partizanske spomenice, * 24. maj 1914, Kopriva na Krasu, † 6. marec 1999, Ljubljana.

## Mladinska dela Branke Jurca
Večina njenih del je polna doživetij otrok in mladostnikov, ta doživetja so iz resničnosti, iz dogodkov, vtisov in doživetij, ki jih je pisateljica doživela v svojem otroštvu oz. mladosti ter v obdobju poučevanja. Branka Jurca je pisala preproste pripovedi iz lastnega otroštva, potem je mladino pospremila v prva leta pubertete in jih opazovala v obdobjih njihovega prvega spoznavanja sebe ter doživljanja prve ljubezni. Njena dela lahko delimo na: pravljice za majhne otroke, partizanske zgodbe, črtice o živalih, opise šolskih dogodivščin in zgodbe za odraščajočo mladino.

### 1:0 za zajce
Zgodba govori o podjetju Uvoz-Izvoz, ki se s podjetjem Izvoz-Uvoz dogovori, da jim bo prodalo veliko divjih zajcev. Zajci so se ujeli v mreže in prvi polčas je minil tako, da so bili poraženi divji zajci. Zajce so s tovornjaki odpeljali do tujega naročnika. Vendar se je na poti zgodila nesreča med dvema tovornjakoma. Zadnja stranica tovornjaka se je odprla in zaboji z zajci so popadali na tla, zajci pa so se osvobodili. Tako se je drugi polčas za zajce dobro končal, saj so zbežali nazaj na travnike in v gozdove.
- Književne osebe: zajci, šoferji tovornjakov
- Motiv: zmaga šibkejših (v tem primeru zajcev)

### Modra kapica in začarani volk
Modra kapica in začarani volk je zgodba, namenjena predvsem otrokom v 1. triletju osnovne šole. Glavna oseba te zgodbe je Modra kapica, ki se po naročilu matere odpravi k dedku in mu prinese potico, vino in cigarete. Na poti sreča hudobnega volka, ki je požrl Rdečo kapico in njeno babico, ter ga začara. Volk ji nato obljubi, da ne bo nikoli več iskal Rdeče kapice in Modra kapica ga odčara. Sama odide na obisk k dedku, ki se zelo razveseli pogumne vnukinje. Na koncu se skupaj pogostita s prinešenimi darovi.
- Čas dogajanja: nedoločen
- Kraj dogajanja: travnik, dedkova hiša
- Glavna književna oseba: Modra kapica
- Stranske književne osebe: volk, mati, dedek
- Motiv: kaznovanje požrešnega volka, sodobna Rdeča kapica

### Marjanka Vseznanka
Delo govori o deklici Marjanki, ki se odloči, da bo začela izdelovati obleke in klobuke. Ta novica se hitro razširi po celem mestu in otroci so se še isti dan oglasili pri Marjanki, saj so se hoteli prepričati ali Marjankea res zna narediti vse to. Nato so odšli domov iskat blago in slamo za njihove obleke in slamnike. Kar naenkrat je pričel močno pihati veter in kljub miškinemu opozorilu, da bo Marjanki odneslo streho, se Marjanka ne zmeni zato. Marjanki je veter uničil hišo in pozneje deklici nihče ni vrjel, da je imela sama svojo hišo.
- Čas dogajanja: nedoločen
- Kraj dogajanja: v Marjankini hiši nekje ob morju
- Književne osebe: Marjanka, miška, otroci
- Motiv: kaznovanje deklice zaradi neupoštevanja nasvetov drugih

### Snežaki v vrtcu
Zgodba govori o otrocih iz dveh vrtcev »Rdeča redkvica« in »Čurimuri«, ki naredijo snežno deklico Tino in snežaka Martina. Snežaka Martina odnesejo v trgovino z igračami, le-ta pa ponoči oživi in odide na otroško igrišče, kjer se pridruži snežni deklici Tini. Prodajalka naslednji dan to sporoči otrokom, ki se takoj razveselijo in odhitijo na igrišče ter snežakoma naredijo še snežne otroke. 
- Čas dogajanja: zima
- Kraj dogajanja: otroško igrišče, trgovina z igračami
- Književne osebe: otroci, snežna deklica Tina, snežak Martin, prodajalka
- Motiv: otroško veselje

### Hišnikov dan
Zgodba se je odvijala nekega zimskega dne, ko si hišnik neke šole zaželi, da bi se lahko vsaj enkrat naspal. Želja se mu uresniči, saj se mu pokvari ura, vendar pa zato zamudi v službo. Ker je hišnik zaradi tega prepozno zakuril peči, so bili razredi zelo mrzli. Učiteljice se odločijo, da svoje učence odpeljejo na bližnji hrib, kjer se bodo med razredi odvijale tekme na saneh in smučeh. Otroci so bili navdušeni in kmalu so prišli še televizijski snemalci, da bi jih posneli. Tako se je mimogrede uresničila še ravnateljeva želja, da bi njegova šola postala slavna. Na koncu so otroci odšli na malico v šolo. Bili so zelo lačni in so vse pojedli, kar je zelo razveselilo njihovo kuharico. Otroci pa so si nazadnje zaželeli, da bi vsako leto imeli hišnikov dan.
- Čas dogajanja: zima
- Kraj dogajanja: šola, zasneženi hrib v bližini šole
- Glavna književna oseba: hišnik
- Stranske književne osebe: otroci, učiteljice, ravnatelj, kuharica, snažilka, televizijski snemalci
- Motiv: uresničene želje

### Ko Nina spi
Ko Nina spi je poučna zgodba za otroke, saj govori o tem, kako medtem ko ljudje spimo, nekje drugje izdelujejo mleko. Natančno je opisana pot izdelave od kmetije, kjer pomolzejo krave, pa do mlekarne, kamor na koncu pripeljejo mleko v embalaži. 
- Glavna književna oseba: Nina
- Stranska književna oseba: Ninina mati
- Tema: izdelava mleka

### Katka, stoj!
Katka, stoj! je prav tako poučna zgodba za otroke, saj pripoveduje o tem, kako se deklica Katka s torbo in dežnikom odpravi na trg in pri tem varno prečka cesto. Ko se vrača nazaj domov pa ne opazi, da je medtem prenehal padati dež, na kar jo opozori njena mati.
- Glavna književna oseba: Katka
- Stranska književna oseba: Katkina mati
- Tema: varno prečkanje ceste

### Lizike za vse
Zgodba pripoveduje o Matjažu in Polonci, ki obiščeta trgovino Bonboniera. Najprej se nista mogla odločiti, kaj bi kupila, saj je bilo v trgovini mnogo različnih dobrot. Ker sta imela dovolj dinarjev, sta se odločila, da bosta kupila lizike za ves razred in še za njihovo učiteljico. Tako sta kupila sto dvanajst lizik.
- Čas dogajanja: nedoločen
- Kraj dogajanja: trgovina Bonboniera na Stari ulici
- Glavni književni osebi: Matjaž, Polonca
- Stranske književne osebe: prodajalka, otroci, učiteljica
- Motiv: otroška radodarnost

### Čudovita stenska ura
Zgodba govori o Tatjani Žitnik, ki jo vsako jutro zbuja stenska ura s kukavico. Najprej jo zbudi prapradedek Mohor, nato pradedek Šimen, a Tatjana vsakič, ko obljubi, da bo vstala, zaspi nazaj. Naslednji jo poskuša zbuditi dedek Marko. Šele ko dedek odide in pride Tatjanin oče s trobento, se Tatjana odloči, da bo vstala. Takrat skoči iz postelje, pozajtrkuje, vzame šolsko torbo in odide v šolo. 
- Čas dogajanja: jutro
- Kraj dogajanja: Tatjanino stanovanje, razred
- Glavna književna oseba: Tatjana
- Stranske književne osebe: prapradedek, pradedek, dedek, oče
- Motiv: jutranje prebujanje

### Miško Poleno
Delo pripoveduje o tem, kako je komandir Blisk prvič poslal kurirja Miška Poleno v štab bataljona. Mišku je zaupal, zato mu je dal nalogo, da odnese pismo v štab sovražnikov in se vrne z odgovorom. Ko se je Miško vračal nazaj, je začelo snežiti in njegove sledi so se zabrisale. Ker je bil zelo utrujen, se je naslonil na kup drv in zaspal. Zjutraj se še vedno ni vrnil v njihov tabor, zato je Blisk naročil dvema partizanoma, naj mu gresta naproti. Vendar ga tudi onadva nista našla. Ko pa je šla zjutraj kuharica Pavla po drva, da bi zakurila, je v snegu našla Miška. Miško je pismo z odgovorom izročil Blisku. Ta je prebral odgovor in se odločil, da bodo vse tri čete njegovega bataljona še isti dan napadle sovražnika. 
- Čas dogajanja: zima
- Kraj dogajanja:  v taboru in na poti v gozdu
- Glavna književna oseba: Miško Poleno
- Stranske književne osebe: komandir Blisk, kuharica Pavla, partizani
- Motiv: motiv zaupanja

### Vesele novice z Zelenice
Književno delo je napisano v obliki pisem, ki jih deček Grega pošilja svojemu stricu Maticu. Pripoveduje mu o življenju na Zelenici in o živalih, ki jih imajo na njegovi kmetiji. V vsakem pismu mu napiše zgodbo o eni živali in njenih mladičih. Pripoveduje mu o lastovicah, psički Tački, mački Filomeni, kravi Bistri, koklji Čopki in svinji ter njenih prašičkih. Nekega dne pa Grega in njegova družina doživijo prav prijetno presenečenje, saj pride na obisk stric Matic, njegova žena Ana in njuna hčerka Marjanca. Grega je strica odpeljal na ogled njihove kmetije, da si je lahko še sam ogledal živali in njihove mladičke, o katerih mu je pisal. Stric mu je v zahvalo za pisma podaril magnetofon, da bo lahko posnel govorico živali na kmetiji.
- Čas dogajanja: pomlad, poletje
- Kraj dogajanja: na kmetiji pri Kmetičevih
- Glavna književna oseba: Grega
- Stranske književne osebe: Gregovi starši, stric Matic, Ana, Marjanca
- Motiv: življenje na kmetiji